# Bilbor, Harghita
Bilbor (în maghiară Bélbor, în germană Belbern) este satul de reședință al comunei cu același nume din județul Harghita, Transilvania, România. Așezarea se află în mijlocul unei întinse păduri de conifere, fiind cea mai bogată așezare din județ in privința izvoarelor de apă minerală. Și-a câștigat renumele de a fi cel mai nepoluat loc din România.

## Date geografice
Comuna Bilbor este situată la intersecția paralelei de 47˚04' latitudine nordică cu cea a meridianului de 25˚29' longitudine estică, fiind cea mai nordică așezare din Județului Harghita și, totodată este localitatea situată la cea mai mare altitudine din același județ (vatra cuprinsă între 900-1050 m altitudine), numărându-se astfel printre așezările de altitudine ale României.
Localitatea este situată în Depresiunea Bilbor, care se află în Carpații Orientali în grupa centrală a acestora între zona vulcanică  și cea cristalino-mezozoică, pe cursul superior al Bistricioarei. Bilborul este o depresiune de baraj vulcanic, de forma elipsoidala, avand o suprafata de 38 km patrati . Este o adevărată cuvetă naturală situată în mijlocul masei muntoase. Relieful depresionar (pitoresc și bine populat) este doar ușor denivelat, cu aspect de câmpie lacustră drenată de afluenții bazinului superior a Bistricioarei.
Depresiunea este închisă spre vest de Munții Călimani, la sud de Munții Giurgeu prin grupa nordică a acestora Munții Borsecului și la est de Munții Bistriței. 
Căi de acces: 
- rutier:

- spre sud cu legătură la DN15 se găsesc:

- DJ174A pe porțiunea Bilbor – Secu prin Pasul Răchitiș care este și cel mai practicabil și de asemenea singurul (parțial) asfaltat. Are ieșire orientată spre SV la vest de Pasul Creanga spre Toplița, unde face legătura cu DN15 la locul numit „Podul Crengii”.
- DJ174B : Bilbor – Capu Corbului (orientat spre SE la est de Borsec spre Tulgheș ), drum de pămînt cu o lungime de 18 km aproape impracticabil cu autoturismul situat pe valea Bistricioarei , optimizat pentru exploatarea lemnului.

- spre nord cu deschidere spre DJ174 care merge prin Pasul Păltiniș la Vatra Dornei , se găsesec:

- DJ174A Bilbor - Drăgoiasa - Păltiniș cu trecere prin Pasul Bursucăriei . Este drum de pămînt, actual optimizat în special pentru traficul forestier. După unele surse este totuși practicabil rutier - relativ dificil.
- DJ174C cu traseul Glodu - Bilbor este beneficiarul unui proiect de dezvoltare aflat deocamdată în fază de discuții . Traseul drumului trece prin pasul Iuteș (1 186 m). Actual este singurul traseu - accesibil rutier - de legătură cu Vatra Dornei, deși cu dificultăți.

- feroviar: cea mai apropiată stație de cale ferată este Toplița aflată la 28 km.

Lipsa existenței unei legături rutiere modernizate între Toplița și Vatra Dornei prin Bilbor, duce într-un fel la izolarea comunei, aceasta nefiind o localitate de tranzit, ci un cap de linie.

## Istoric

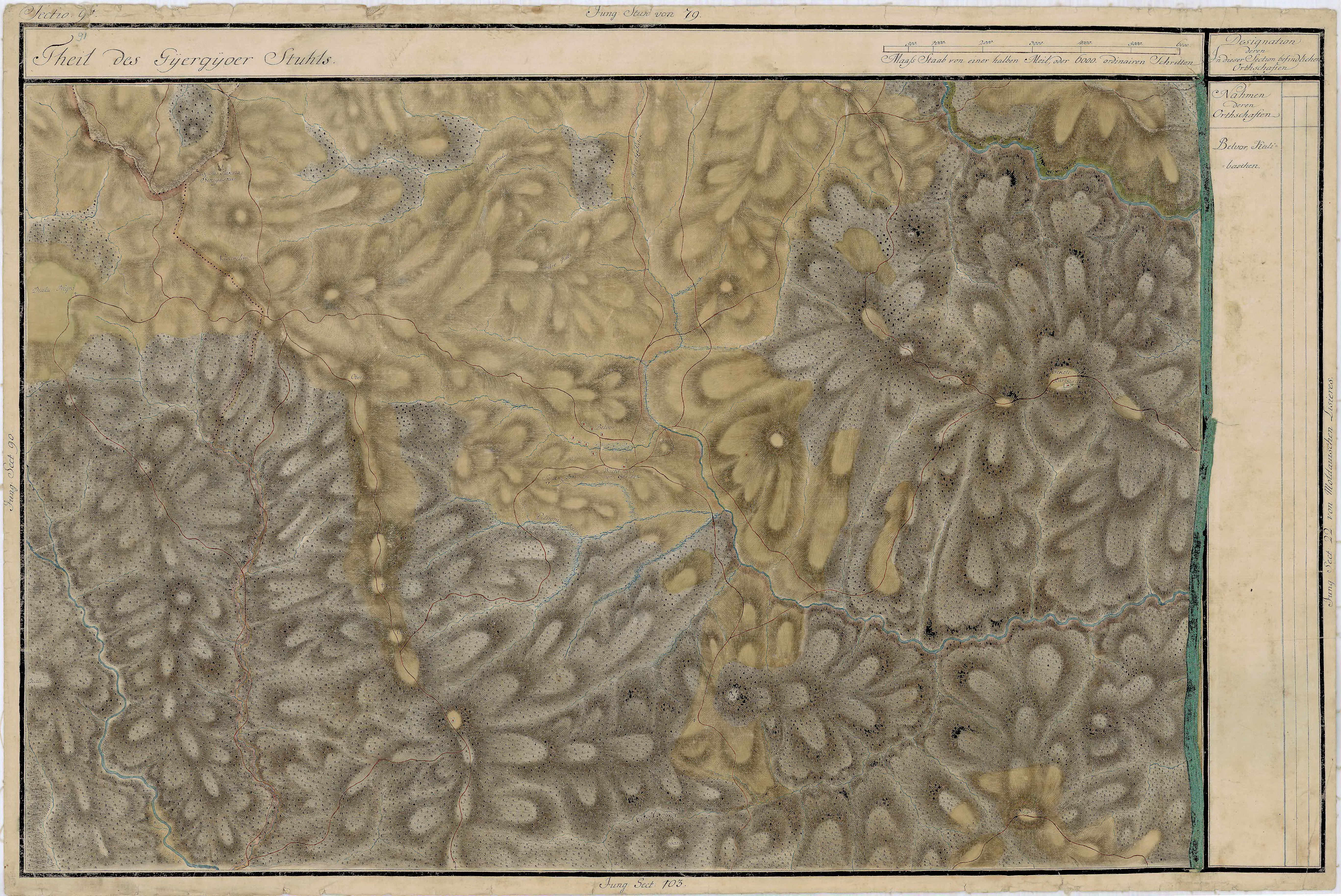
Bilbor în Harta Iosefină a Transilvaniei, 1769-73 sub denumirea de Belvor

Prima atestare documentară este din anul 1776, Bielbor, menționată în documentele întocmite în timpul împărătesei Maria Tereza, în care se arată existența așezărilor răzlețe ale românilor, fiind menționate și o serie de nume ale unor localnici. A doua atestare documentară a localității, ca sistem comunitar, organizat, este considerată textul înțelegerii din 25 mai 1778, prin care comunele secuiești din Depresiunea Giurgeului, Ditrău și Lăzarea își împărțeau teritoriul muntos din jurul Bilborului (Filiala Arhivelor Statului, Harghita, Fond nr. 26, Dosar Nr. 109/1778, fila 5). După I. Ranca (1997), reiese că această așezare este relativ târziu atestată documentar, abia în 1809, respectiv 1839, sub numele de Bélbor (C. Suciu, 1967). De-a lungul timpului, satul este menționat cu diferite denumiri: Belvor (pe hărțile Iosefine din 1769-1773), Bélbor (1788,1806), Bélabora (1850),Gyergyó-Bélbor (1851), Bélbor, iar după 1918,  Bilbor.

## Hidrografie
Depresiunea este brăzdată de apele Râului Bistricioara și ale afluenților ei.
Majoritatea izvoarelor minerale se află în partea vestică a depresiunii pe malul drept al Râului Bistricioara formând un areal relativ restrâns, pe malul stâng găsindu-se în general izvoare de apă dulce. Numărul lor - după diferite surse - este incert, avansându-se fie cifre mari - aproape 700, fie cifre relativ apropiate de numărul celor real analizate - de 15-17. Cele mai importante izvoare sunt Simion Lungu (cel cu emisia cea mai importantă de CO2), apoi Șeștina, Iacobeț, Truța, Raita, Vâlcănești (I,II,III), Borcut și ve Valea Bistricioarei în zona Hurubă, pe o suprafață de 300-400 m2 - 6 izvoare carbogazoase având ca origine o formațiune de travertin. Aceste ape aparțin sectorului nordic al aureolei mofetice a eruptivului Căliman-Harghita. 
În Bazinul Bilborului exista opt mlastini eutrofe, cele mai semnificative fiind Mlaștina de la Pâraul Rușilor (16 ha), "Mlaștina cu borviz" Dobreanu (4 ha) și Mlaștina Mare a Bilborului (2 ha).

## Aspecte biopedogeografice
Predominante sunt pădurile de conifere: molid (Picea abies), brad (Abies alba), larice (Larix decidua), pin (Pinus sylvestris), ienupar (Juniperus communis). Dintre speciile rare se mai întalnesc cu totul excepțional exemplare de tisă (Taxus baccata). Alte specii rare din categoria foioaselor sunt mesteacănul pitic (Betula nana) și salcia pitică (Salyx repens) - relicte glaciare.
Dintre formațiunile ierboase ocrotite sunt de menționat: papucul doamnei (Cypripedium calceolus), bulbucii de munte (Trollius europaeus), limba siberiană (Lingularia sibirica), trifoiul lutrei (Manyanthes trifoliata). Nu este lipsită de interes nici prezența plantelor medicinale si aromatice. 
Există 2 arii protejate:
- "Mlaștina cu borviz" de pe Pârâul Dobreanului - singura cu regim legal de rezervație naturală[11][12]
- Aria protejată de mesteacăn pitic (Betula nana) de pe Pârâul Rușilor[10] - este protejată doar pe plan local, iar în prezent se fac eforturi în vederea clarificării aspectelor legislative.[4].

Padurile din jurul depresiunii dețin importante resurse cinegetice ocrotind și animale protejate prin lege: cerb carpatin (Cervus elaphus carpaticus), râs (Lynx lynx), mistreț (Sus scrofa), iepure (Lepus europaeus), cocoșul de munte (Tetrao urogallus), jderul, barza albă, etc.
Predomina districambosolurile (solurile brune acide), (G. B. Tofan, 2013)

## Populație
În anul 1850, populația satului era de 628 locuitori din care 575 români, 35 maghiari și 12 rromi. La recesământul din anul 2002 au fost 2859 locuitori din care: 2843 români și 16 maghiari.
Potrivit rezultatelor provizorii ale recensământului Populației si Locuințelor din 2011, populația comunei Bilbor a înregistrat un regres (2649 locuitori, din care 2184 locuitori in satul Bilbor și 465 in satul Răchitiș, cu 916 gospodării. Din punct de vedere etnic (2011), 2636 români, și 13 maghiari; confesional 2641 ortodocși, 7 romano-catolici și 1 penticostal .

## Activități economice
- Exploatarea lemnului
- Creșterea animalelor
- Exploatarea apelor minerale

## Posibilități de cură (hidrominerală sau cupeloizi)
Din totalul izvoarelor minerale doar 17 sunt analizate și cu posibilități de captare și exploatare. De regulă acestea sunt bicarbonatate, calcice, magneziene, sodice, carbogazoase, hipotone. Unele sunt bogate în fluor, litiu, brom, iod, cupru, zinc, radiu și radon. 
Au fost captate 11 surse de ape minerale, din care șase sunt stocate în scorburi de brad (știubee), neacoperite, trei în tuburi de beton, și două captate în bazine degradate (Izvorul Truța și Vâlcănești III). În afară de acestea se mai găsesc izbucniri de ape carbogazoase, care în starea lor actuală nu au însemnătate.
Majoritatea izvoarelor poartă denumiri ce reprezintă numele unor localnici cu contribuții la îngrijirea și afirmarea surselor hidrominerale.
Izvoarele mai importante sunt (cu indicarea elementului mineral caracteristic): Borcut - Filipescu - litiu și mangan, Huruba - acid boric -, Dobreanu - cupru, Șeștina, Truță Nr.2 - sulf, Vâlcănești nr.1,2,3 și Iacobeț, Hangan-Albu. Izvorul Simion Lungu are potențial, datorita emisiunii mari de CO2.
Indicații  :
- Apele minerale din Bilbor sunt folosite pentru vindecarea bolilor aparatului digestiv, gastrite cronice hipoacide, dispepsii posthepatitice, boli cronice ale căilor biliare, ficat operat, litiaze renourinare după glomerulonefrite.
- Apele Băii Dobreanu (amenajate prin bazin căptușit cu lemn) [15] , bogate în dioxid de carbon, calciu, bicarbonat, magneziu, hidrogen sulfurat sunt indicate în cură externă. Actual amenajarea prezintă un înalt grad de degradare.
- Se folosesc și ca ape de masă.

Datorită gradului înaintat de descompunere turba din Mlaștina Dobreanu are potențial de folosire în balneoterapie. Dat fiind faptul că aria respectivă este declarată arie protejată cu regim de rezervație, valorificarea ei terapeutică este pusă în discuție de regimul legal actual al zonei.

## Valorile turistice
- Biserica de lemn cu hramul "Sf. Nicolae" , monument istoric. A fost construită  între anii 1795-1797[10] fiind considerată monument arhitectural și se află în estul localității.  Are picturi murale  valoroase, de asemenea cele zece icoane din biserică sunt capodopere ale artei naive. Trebuie amintită de asemenea poarta din lemn a cimitirului.
- Școala (Bilbor, str. Principală 127), construcție 1936-1938, monument istoric
- Primăria (Bilbor, str. Principală 120), construită între anii 1936-1938, monument istoric
- Izvoarele de apă minerală .
- Rezervația Mlaștina Dobreanu întinsă pe o suprafață de 4 hectare - mereu alimentată de izvoare de apă minerală , de unde și denumirea de „Mlaștina cu borviz”. În rezervație se află turbă și tufuri calcaroase ce înglobează relicte ale vegetației de tundră și rămașițe ale plantelor din era glaciară.
- Aria protejată de mesteacăn pitic (Betula nana) de pe Pârâul Rușilor cu suprafață de 0,2 ha. Nu este declarată legal rezervație, deși pe paginile de prezentare este menționată ca atare. Pe plan local zona este împrejmuită, iar pe plan administrativ se fac demersuri pentru declararea în sens legal a regimului de rezervație.
- Memorialul Eroilor militari - se află lîngă Biserica Sf. Nicolae

## Obiective turistice din vecinătate
- Stațiunea Borsec - Complexul carstic Scaunul Rotund , carierele de travertin , izvoarele minerale, pîrtiile de schi
- Toplița - Pârtia de schi și Biserica de lemn din 1847, Ștrandurile Bánffy și Urmánczy
- Ditrău - Catedrala romano-catolică
- Lăzarea - Castelul nobiliar renascentist
- Gheorghieni - Parcul dendrologic Csíky
- Râul Mureș  - Valea superioară cu Defileul Toplița - Deda
- Tulgheș: Bisericuța de lemn (1790) – unde se afla si „Cimitirul eroilor din primul razboi mondial”; Rezervația Pietrele Roșii (1215 m) - delataplanorism, ascensiuni,belvedere; Piatra Runcului (1425 m); Platoul Comarnicului; Rezervația de stejar; Cazărmile armatei austro-ungare (actual spital de boli mintale)
- Comuna Panaci : Pasul Păltiniș (drum pavat cu bârne de lemn), Catedrala munților (din piatră vulcanică, pictată atât la exterior cât și la interior), Schitul Piatra Tăieturii.
- Comuna Șaru Dornei: Megaliții de pe Poteca celor 12 Apostoli și Moara Băuca din Gura Haitii, Casa Muzeu a Familiei Pața, Rezervația naturală Tinovul Șaru Dornei.
- Stațiunea Vatra Dornei
- Trasee turistice pe Platoul Călimanilor,în Munții Borsecului sau Munții Bistriței

## Despre oameni și locuri
Personalități locale

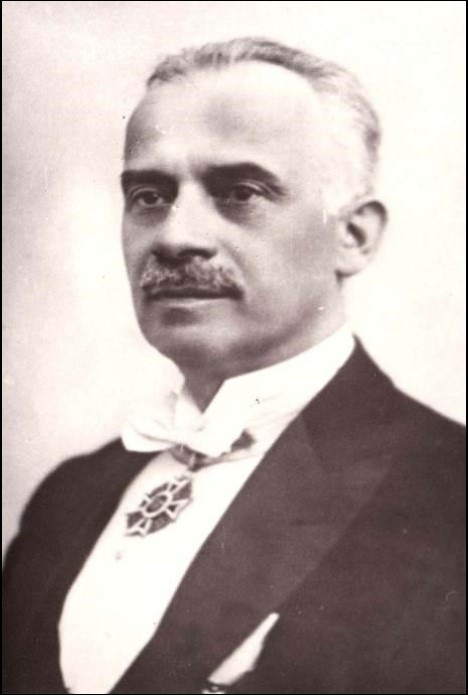
O. C. Tăslăuanu

- Octavian Tăslăuanu (n. 1876 - d. 1942), scriitor, publicist, om politic
- Ignatie Trif (n. 1976), ierarh ortodox român, Episcop al Hușilor

Studii, monografii, hărti
- Tofan, G. B. (2010), Apele minerale din Depresiunea Bilbor. Cercetări geografice cu elevii, Tendințe actuale în predarea și învățarea Geografiei, vol. 9, Edit. Presa Universitară Clujeană, ISBN 978-973-595-168-9, Cluj-Napoca, pp. 270-274, 5 p., 2 fig.
- Tofan, G. B. (2010), The Natural Tourist Potential in the Bilbor Depression, Journal of Settlements and Spatial Planning, vol. 1, nr. 2, Edit. Presa Universitară Clujeană, Cluj-Napoca, ISSN 2248-2499, pp. 151-156,  6 p., 7 fig.
- Tofan, G. B., Giurgiu Laura, Călina (2011), Some Aspects Regarding Mineral Waters in Bilbor Depression, Studia UBB, Geographia, Anul LVI, 2, Cluj-Napoca, ISSN 1221-079X, pp. 37-44, 8 p., 4 fig.
- Tofan, G. B. (2011), The balneotouristic potential of the mineral waters from Drăgoiasa-Tulgheș flume and their capitalization, The Role of Tourism in Territorial Development, Edit. Presa Universitară Clujeană, Gheorgheni, ISSN 2068-9578, pp. 244-254, 11 p., 5 fig.
- Tofan, G. B. (2012), Drăgoiasa-Tulgheș Depressionary Alignment. The Numerical Evolution of Population between 1850 and 2010, Studia UBB, Geographia, Anul LVII, 1, Cluj-Napoca, ISSN 1221-079X, pp. 107-118, 12 p., 3 fig.
- Tofan, G. B. (2012), The Drăgoiasa-Tulgheș Depressionary Alignment. The Touristic Potential, Arrangement and Capitalization, Studia UBB, Geographia, Anul LVII, 2, Cluj-Napoca, ISSN 121-079X, pp. 171-184, 14 p., 4 fig.
- Tofan, G. B. (2013), Componenta nordică a ulucului depresionar din Grupa Centrală a Carpaților Orientali (Drăgoiasa-Glodu-Bilbor-Secu-Borsec-Corbu-Tulgheș) Arhivat în 19 decembrie 2013, la Wayback Machine.; Teză de doctorat, Ed. Presa Universitară Clujeană, Cluj-Napoca,510 p., și 3 planșe color,ISBN 978-973-595-499-4.
- Tofan, G. B. (2013), Comuna Bilbor. Harta geografico-turistică, tipărit la PrintPlazza, Cluj-Napoca, ISBN: 978-973-0-14528-1.
- Tofan, G. B. (2013), Potențialul turistic zoogeografic în ulucul depresionar Drăgoiasa-Tulgheș, în vol. Conferinței Naționale  a Societății de Geografie din România, Edit. Eurobit, Timișoara, ISSN 2343-8495, pp. 1065-1073, 9 p., 6 fig.

Altele
- Octavian C. Tăslăuanu (2020), Spovedanii I-XV (3 vol.), Edit. Argonaut, Cluj-Napoca. Ediție îngrijită și excurs bio-bibliografic dr. George-Bogdan Tofan.